# Cincia sordida
Cincia sordida är en fjärilsart som beskrevs av Moeschler 1886. Cincia sordida ingår i släktet Cincia och familjen björnspinnare. Inga underarter finns listade i Catalogue of Life.